# David Boucher
David Boucher (Maubeuge, Norte, 17 de marzo de 1980) es un ciclista belga que fue profesional entre 2004 y 2019.

## Trayectoria
Debutó como profesional con el equipo Oktos en 2004. En 2011 fichó por el equipo Omega Pharma-Lotto y una temporada después por el FDJ-Big Mat.
A finales de marzo de 2013 obtuvo la nacionalidad belga. Boucher participó ese mismo año en sus primeros Campeonatos nacionales belgas.

## Palmarés
2004
- 1 etapa del Tour de Loir-et-Cher
- 1 etapa del Gran Premio del Somme

## Resultados en Grandes Vueltas
| Carrera | Carrera         | 2004 | 2005 | 2006 | 2007 | 2008 | 2009 | 2010 | 2011 | 2012 | 2013 | 2014 | 2015 | 2016 | 2017 | 2018 | 2019 |
| ------- | --------------- | ---- | ---- | ---- | ---- | ---- | ---- | ---- | ---- | ---- | ---- | ---- | ---- | ---- | ---- | ---- | ---- |
|         | Giro de Italia  | —    | —    | —    | —    | —    | —    | —    | —    | —    | —    | —    | —    | —    | —    | —    | —    |
|         | Tour de Francia | —    | —    | —    | —    | —    | —    | —    | —    | —    | —    | —    | —    | —    | —    | —    | —    |
|         | Vuelta a España | —    | —    | —    | —    | —    | —    | —    | —    | Ab.  | —    | —    | —    | —    | —    | —    | —    |

—: no participa

Ab.: abandono

## Equipos
- MrBookmaker.com (2005)
- Unibet.com (2006)
- Landbouwkrediet (2007-2010)
- Omega Pharma-Lotto (2011)
- FDJ (2012-2015)
  - FDJ-Big Mat (2012)
  - FDJ (2013)
  - FDJ.fr (2014-2015)
- Crelan-Vastgoedservice (2016)
- Pauwels sauzen-Vastgoedservice (2017)
- Tarteletto - Isorex (2018-2019)